# Nicole Louvier
Nicole Louvier (* 23. Juni 1933 in Paris; † 8. März 2003 ebenda) war die erste französische Liedermacherin (auteur-compositrice-interprète) der Zeit nach 1945, Lyrikerin, Romanautorin und Radiojournalistin.

## Biografie
Nicole Louvier war die Tochter jüdischer Eltern polnischer Herkunft. Während der deutschen Besetzung Frankreichs im Zweiten Weltkrieg wurde die Familie auseinandergerissen. Nicole wurde bei bretonischen Bauern versteckt. Sie begann sehr jung Gedichte zu schreiben. Ein Herausgeber schlug vor, einige davon zu vertonen. Nicole Louvier war bereit und fähig, selbst zu komponieren und die vertonten Gedichte vorzutragen. Dies war zu jener Zeit besonders für eine Frau noch außergewöhnlich. Ihre erste Platte erschien 1953. Maurice Chevalier schrieb einen anerkennenden Text für die Plattenhülle.
Nicole Louvier wurde von Nikos Papatakis für das Cabaret La rose rouge, in dem Juliette Gréco und andere Sänger/-innen der unmittelbaren Nachkriegszeit auftraten, engagiert. Louvier war dabei zunächst die Jüngste und die erste Frau, die auf der Bühne mit eigenen Liedern auftrat und sich selbst mit der Gitarre begleitete. Danach sang sie auch im Cabaret La Colombe, in dem eine neue Generation der Liedermacher/-innen und Sänger/-innen die Laufbahn begann.
Einige Lieder Nicole Louviers wurden von Interpreten übernommen, die schon einen größeren Bekanntheitsgrad hatten als die junge Lieder-Dichterin: Lucienne Delyle, Jean-Claude Pascal, Rosalie Dubois.
Mit ihren ersten Romanen rief Nicole Louvier Skandale hervor. Zunächst war es 1953 der Roman "Qui qu’en grogne" über eine lesbische Beziehung heranwachsender Frauen. So etwas war zu dieser Zeit noch Aufsehen erregend. 1959 beschrieb "Les marchands" den Vermarktungszugriff auf eine junge Sängerin. Besonders mit letzterem Roman erschien Nicole Louvier als zu unbequem. Der Markt, den sie kritisch beschrieb, grenzte sie aus.
Daraufhin siedelte Nicole Louvier sich in Israel an, wo sie in einem Kibbuz lebte. Sie war weiterhin schriftstellerisch und journalistisch tätig, dies auch in Frankreich.
Allerdings hat sie wohl ihren zeitweilig größten Bekanntheitsgrad durch ihre Chansons erreicht. Alte Original-Platten sind kaum noch erhältlich. Am ehesten noch die 1964 herausgebrachte rückblickende Zusammenstellung aus den Jahren 1960–1964 «Chansons-Clés», für die Nicole Louvier den "Prix Paul Gilson de l'Académie de la Chanson Française" erhielt.
Obwohl Louviers Zeit als auf der Bühne auftretende Liedermacherin begrenzt war, hatte sie Signalwirkung für die Zukunft. Anne Sylvestre und Barbara wurden durch Nicole Louviers Beispiel ermutigt, sich ebenfalls mit selbst geschriebenen Liedern vor ein Publikum zu stellen.

## Diskografie
«Chansons-Clés», 1964, LP
mit La Chanson de Venise, Chanson pour ma rancune, Chanson pour la fin du monde, Paris pour rien, Chanson pour t’apprivoiser, Messire l’insolite, Le Vent de Nara, J’appelle la Terre, Prière de l’enfant Mozart, Tu peux, Si je pars amoureuse, Rendez-vous avec, Comme des voleurs, Adieu théâtre

## Bibliografie

### Romane
- Qui qu'en grogne – Éditions La Table Ronde, Paris 1953
- L'Heure des jeux – Éditions La Table Ronde, Paris 1955
- Les Marchands – Éditions La Table Ronde, Paris 1959
- Les Dialogues de la nuit blanche, Éditions La Jeune Parque, 1967
- Honorable ou le chien, Éditions La Jeune Parque, 1968

### Gedichte und Lieder
- Chansons interdites – Éditions La Table Ronde, Paris 1953
- Chansons pour ma guitare, Éditions La Table Ronde, Paris 1961
- Poèmes de l'Alliance, Éditions La Table Ronde ISBN 2-7103-1567-X, Paris 1962